# Ъ
Das Ъ (Kleinbuchstabe ъ) ist ein Buchstabe des kyrillischen Alphabets. Im Bulgarischen steht ъⓘ für den Vokal [⁠ɤ̞⁠]; im Russischen heißt das Ъ hartes Zeichen (russ. твёрдый знак (twjordy snak), anhörenⓘ) und ist ein Modifikator (vgl. deutsches stummes H) (und steht nicht für einen eigenständigen Laut).
Geschichtlich hat sich Ъ aus dem glagolitischen Jer () entwickelt.

## Ältere Sprachstufen
Im Altkirchenslawischen stehen die Buchstaben Ъ bzw.  für einen hinteren reduzierten Vokal, der im Urslawischen in etwa einem überkurzen [⁠ŭ⁠] entsprach. Erst in nachurslawischer Zeit – also auch in den heutigen slawischen Einzelsprachen – wurden die reduzierten Vokale *ъ und *ь entweder vollvokalisiert (im Russischen zum Beispiel *ъ > o) oder sie schwanden (vgl. die Ausführungen unter Ь). Nur im Bulgarischen ist der vermutliche Lautwert von *ъ in etwa erhalten geblieben.

## Bulgarisch
Im Bulgarischen ist Ъ der 27. Buchstabe des Alphabets und repräsentiert den ungerundeten halbgeschlossenen Hinterzungenvokal [⁠ɤ̞⁠]. Dieser für das Bulgarische typische Vokal ähnelt dem deutschen „Murmellaut“ [⁠ə⁠] (zum Beispiel dem E in murmeln) oder auch der zu einem a-ähnlichen Laut reduzierten Endsilbe -er (zum Beispiel in Kinder). Für Deutsch-Muttersprachler ist gewöhnungsbedürftig, dass dieser Buchstabe nicht nur wie im Deutschen in unbetonter, sondern auch in betonter Position vorkommen kann (zum Beispiel in въ́здухⓘ ['vɤ̞zdux], deutsch ‚Luft‘) oder sogar am Wortanfang (nur im Wort ъ́гълⓘ ['ɤ̞gɐɫ], deutsch ‚Winkel‘, und davon abgeleiteten Wörtern).
Ъ wird gewöhnlich mit A transkribiert (Beispiel: Александърⓘ zu Aleksandar oder Alexandar, jedoch nicht *Alexander).
Dabei ist jedoch zu beachten, dass das kyrillische А, welches ebenfalls zu lateinisch A transkribiert wird, in betonter Stellung einen anderen Lautwert hat; die Transkription ist somit nicht eindeutig. Um diese Unterscheidung aufrechtzuerhalten, wird in der wissenschaftlichen Transliteration das Ъ stattdessen mit Ă (A mit Breve; nicht zu verwechseln mit dem ähnlich aussehenden Hatschek) dargestellt, alternativ auch mit dem extra dafür vorgesehenen lateinischen Buchstaben – ʺ – (dem Unicode-Zeichen U+02BA). Im Rumänischen aber steht der Buchstabe Ă für den sehr ähnlichen Laut [ə], welcher im Bulgarischen nahezu allophon zu [ɤ̞] ist.

### Beispiele für bulgarische Worte mit Ъ
- Ъ
- зъб – Zahn
- плъх – Ratte
- ъгъл – Ecke, Winkel
- възраст – Alter
- вълк – Wolf
- възможност – Möglichkeit
- белтък – Eiweiß
- пълно – voll
- въздух – Luft
- восък – Wachs
- дъб – Eiche
- тъп – stumpf
- пън – Baumstumpf
- звън – Klingeln
- бъдеще – Zukunft
- къпя – baden
- дънки – Jeans
- телефонът – das Telefon
- сандък – Truhe
- огън – Feuer
- огънят – das Feuer
- скъп – teuer
- пъп – Bauchnabel
- пъпеш – Zuckermelone
- лък – Bogen (Waffe)
- ъ, ъ, ъ

## Russisch
Im Russischen ist Ъ der 28. Buchstabe des Alphabets und wird als hartes Zeichen (твёрдый знак twjordy snak [ˈtvʲɔr.dɨj znak]) bezeichnet, früher auch als ер [jɛr] oder [jɔr], im Deutschen häufig auch als Härtezeichen.
Bis zur Rechtschreibreform von 1918 stand Ъ vor allem am Wortende nach einem Konsonanten, um die harte, d. h. nicht palatalisierte Aussprache dieses Konsonanten zu kennzeichnen (während das Weichheitszeichen Ь die weiche, also palatalisierte Aussprache kennzeichnete). Nachdem der Buchstabe in dieser Position 1918 ersatzlos gestrichen wurde, da sich die harte Aussprache ja bereits aus der Abwesenheit des Weichheitszeichens ergibt, ist die einzige verbliebene Position, in der Ъ heute noch vorkommt, die im Wortinnern an einer Morphemfuge zwischen einem Konsonanten und einem weichen Vokalbuchstaben (Я, Е, И, Ё und Ю). In dieser Position repräsentiert Ъ zusätzlich zum jeweiligen Vokal den Laut [⁠j⁠], zum Beispiel:
- въезд [vjɛst], deutsch ‚die Einfahrt‘; съесть [sjestʲ], deutsch ‚aufessen‘ – im Gegensatz zu весть [vʲestʲ], deutsch ‚Nachricht‘; сесть [sʲestʲ], deutsch ‚sich setzen‘
- объём [ʌb.ˈjɔm], deutsch ‚Umfang‘; съёмка [ˈsjɔm.kə], deutsch ‚Aufnahme‘ – im Gegensatz zu: Сёмка [ˈsʲɔm.kə] (Koseform zu Simon)
- подъюбник [pʌd.ˈjub.nʲɪk], deutsch ‚Unterrock‘
- разъяснить [rəz.jɪs.ˈnʲitʲ], deutsch ‚aufklären‘

Die klassische, noch aus der Zeit vor der Rechtschreibreform stammende Interpretation der Funktion von Ъ ist, dass es den vorangehenden Konsonanten als hart kennzeichne und gleichzeitig deutlich mache, dass der folgende Vokalbuchstabe getrennt zu sprechen sei, d. h. so, als stünde er am Wortanfang (wo die weichen Vokalbuchstaben Я, Е, Ё und Ю ein automatisch eintretendes [j] mit bezeichnen). Synchron betrachtet steht Ъ in der heutigen russischen Orthographie ganz einfach für [j] nach einem Konsonanten.
Da Ъ im Russischen nur im Wortinnern (und früher zusätzlich auch am Wortende), aber nie am Wortanfang auftritt, kommt es dort normalerweise nur als Kleinbuchstabe vor. Einzige Ausnahme sind komplett in Versalien geschriebene Wörter, zum Beispiel ВЪЕЗД ‚EINFAHRT‘.
Als im Nachgang der Oktoberrevolution auch die russische Rechtschreibung reformiert wurde und damit Ъ in fast allen Positionen, in denen es vorher geschrieben wurde, verschwand, wurden die entsprechenden Lettern in vielen Druckereien irrtümlich gemeinsam mit den tatsächlich komplett abgeschafften Buchstaben entfernt, sodass zum Drucken von Wörtern, die im Wortinnern weiterhin Ъ enthielten, keine Lettern mehr vorhanden waren. Daraufhin erschienen Texte, in denen in Anlehnung an eine ältere handschriftliche Tradition statt Ъ ein Apostroph gesetzt wurde.

Stilisiertes Ъ als Kommersant-Logo

Die überregionale russische Wirtschaftszeitung Kommersant, die nach ihrer Schließung durch die Kommunisten 1917 im Jahre 1989 wieder gegründet wurde, verwendet in Anspielung an die alte russische Rechtschreibung ein stilisiertes Schreibschrift-Ъ in ihrem Logo und benutzt ein einzelnes Majuskel-Ъ als Abkürzung für die eigene Zeitung, zum Beispiel in Interviews, in denen die Fragen lediglich mit „Ъ:“ eingeleitet werden, oder in Ъ-Деньги als Kurzform für die Finanzzeitschrift Коммерсантъ-Деньги ‚Kommersant-Geld‘.

## Zeichenkodierung
| Standard  | Standard    | Majuskel Ъ                        | Minuskel ъ                      |
| --------- | ----------- | --------------------------------- | ------------------------------- |
| Unicode   | Codepoint   | U+042A                            | U+044A                          |
| Unicode   | Name        | CYRILLIC CAPITAL LETTER HARD SIGN | CYRILLIC SMALL LETTER HARD SIGN |
| UTF-8     | UTF-8       | D0 AA                             | D1 8A                           |
| XML/XHTML | dezimal     | &#1066;                           | &#1098;                         |
| XML/XHTML | hexadezimal | &#x042A;                          | &#x044A;                        |